# Magerrasen am Sauerbrunnen bei Geismar
Magerrasen am Sauerbrunnen bei Geismar este o arie protejată (arie specială de conservare — SAC, sit de importanță comunitară — SCI) din Germania întinsă pe o suprafață de 1,61 ha, integral pe uscat.

## Localizare
Centrul sitului Magerrasen am Sauerbrunnen bei Geismar este situat la coordonatele 51°09′07″N 9°14′13″E / 51.1519°N 9.2369°E.

## Înființare
Situl Magerrasen am Sauerbrunnen bei Geismar a fost declarat sit de importanță comunitară în noiembrie 2004 pentru a proteja 2 specii de animale. Situl a fost protejat și ca arie specială de conservare în martie 2008.

## Biodiversitate
Situată în ecoregiunea continentală, aria protejată conține 1 habitat natural: Pajiști uscate seminaturale și facies de acoperire cu tufișuri pe substraturi calcaroase (Festuco-Brometalia) (* situri importante pentru orhidee).
La baza desemnării sitului se află mai multe specii protejate de  păsări (2): fâsă de pădure (Anthus trivialis), sfrâncioc roșiatic (Lanius collurio).
Pe lângă speciile protejate, pe teritoriul sitului au mai fost identificate 9 specii de nevertebrate, 1 specie de reptile.